# Jürgen Schilling
Jürgen Schilling (* 1949 in Duisburg) ist ein deutscher Kunsthistoriker und Ausstellungskurator. Er ist Autor zahlreicher Schriften zur zeitgenössischen Kunst.

## Leben und Wirken
Jürgen Schilling studierte Kunstgeschichte, Sozial- und Wirtschaftsgeschichte sowie Publizistik an den Universitäten in Göttingen, Berlin und Marburg. 1977 wurde er in Marburg zum Thema Aktionskunst: Identität von Kunst und Leben? Eine Dokumentation promoviert.
Ab 1979 war Schilling Direktor des Kunstvereins Braunschweig. 1985 organisierte er in Hamburg die Ausstellung Museum? Museum! Museum. Kunst von heute aus Hamburger Privatsammlungen. Von 1993 bis 2000 wirkte er als Nachfolger von Elisabeth Wolken in Rom als Direktor der Deutschen Akademie Villa Massimo. Er organisierte jährliche Ausstellungen unter dem Titel „Babele“, in denen er Werke der Stipendiaten Arbeiten etablierter sowie junger italienischer Künstler gegenüberstellte. Statt der bisherigen Jahresausstellungen der Künstler eines Jahrgangs veranstaltete er Einzelausstellungen, die von monographischen Katalogen der einzelnen Stipendiaten begleitet wurden. Nach einem kritischen Bericht des Bundesrechnungshofes wurde Schilling vom damaligen Kulturstaatsminister Michael Naumann suspendiert. 
Schilling hatte Lehrtätigkeiten in Braunschweig, Bremen und Wien inne. Er war als Ausstellungskurator und Berater tätig und veröffentlichte zahlreiche Publikationen zur klassischen Moderne und zeitgenössischen Kunst.

## Schriften
- Aktionskunst. Identität von Kunst und Leben?. Verlag C.J. Bucher, Luzern 1978, ISBN 3-7658-0266-2.
- Günther Uecker: Bilder und Zeichnungen. Kunstverein Braunschweig, 1979.
- Wolf Vostell – dé-coll/agen, Verwischungen, Schichtenbilder, Bleibilder, Objektbilder 1955–1979. Kunstverein Braunschweig, 1980.
- Giuseppe Spagnulo. Kunstverein Braunschweig, 1981.
- mit Wieland Schmied: Gegenwart Ewigkeit. Spuren des Transzendenten in der Kunst unserer Zeit. Cantz, Stuttgart 1990.
- Friedemann Hahn. Werkverzeichnis der Radierungen 1976–1990. Cantz, Stuttgart 1990.
- „Ich nehme mir nicht vor, es Ihnen leicht zu machen“. Happening und Theater-Modelle der Inszenierung. In: Rolf Wedewer (Hrsg.): Vostell. Edition Braus, Heidelberg 1992, ISBN 3-925520-44-9, S. 303–313.
- Uma Colleccao Privada / A Private Collection. Centro de Arte Contemporáneo de Málaga, 2004.